# تپه شلمه
تپه شلمه مربوط به هزاره دوم و۱ قبل از میلاد است و در شهرستان سنندج، بخش مرکزی، روستای علی‌آباد واقع شده و این اثر در تاریخ ۱۰ دی ۱۳۸۱ با شمارهٔ ثبت ۶۸۸۸ به‌عنوان یکی از آثار ملی ایران به ثبت رسیده است.